# 's-Gravenzande
's-Gravenzande je mesto v provinci Južna Holandija na Nizozemskem. Je del občine Westland in leži približno 12 km jugozahodno od Haaga. Do leta 2004 je bila samostojna občina in je merila 20,77 km2 (od tega 3,38 km2 vodnih površin).
Mesto 's-Gravenzande je imelo leta 2011 15.241 prebivalcev. Pozidana površina mesta je bila 2,7 km2 s 5.879 prebivališči. Statistično območje 's-Gravenzande, ki vključuje tudi obrobne dela mesta in okoliško podeželje, ima skupaj približno 119.750 prebivalcev. Od 1. januarja 2009 je 's-Gravenzande največje mesto v Westlandu z 19.428 prebivalci.
Nekdanja občina 's-Gravenzande je vključevala tudi okrožje Heenweg.
's-Gravenzande je edini kraj v Westlandu z daljšo mestno zgodovino. 's-Gravenzande je leta 1246 dobil mestne pravice od nizozemskega grofa Viljema II., ki je tako kot njegov oče grof Floris IV. redno bival na svojem posestvu v bližini mesta. Je torej edino srednjeveško mesto v Westlandu.
Mahteld Brabantska, hči vojvode Henrika I. in žena Florisa IV., je bila odgovorna za gradnjo mestne cerkve in je cerkvi donirala kip Madone, ki so mu pripisovali čudežno moč. 's-Gravenzande je pozneje postal romarski kraj.
Nekateri pravijo, da je soseska Gravesend v Brooklynu v New Yorku v Združenih državah dobila ime po 's-Gravenzandeju. Nizozemski zemljevid Nove Belgice (Nova Nizozemska) iz leta 1656 to potrjuje, saj prikazuje več toponimov nizozemskega izvora, kot so Vlissingen (Flushing), Breukelen (Brooklyn), Amersfoort (Flatlands), Heemstee (Hempstead) in Gravesant ('s-Gravenzande).